# Mario Varglien
Mario Varglien, detto Varglien I (Fiume, 26 dicembre 1905 – Roma, 11 agosto 1978), è stato un calciatore e allenatore di calcio italiano, di ruolo mediano.
Il fratello minore, Giovanni, fu calciatore anch'egli: era noto come "Varglien II". Campione del mondo nel 1934 con la nazionale italiana.

## Carriera

### Club
Fu un atleta che si distinse anche in diverse gare FIDAL, nelle specialità dei 100, 200, 400 metri e del salto triplo.
Nel calcio esordì con l'Olympia Fiume; vi giocò per quattro stagioni fino alla fusione coi concittadini del Gloria, che portò alla nascita della Fiumana. Giocò nella neonata squadra quarnerina nella stagione 1926-27; non avendo ruolo fisso, venne impiegato come centromediano o come mezzala d'attacco. Esordì in Divisione Nazionale nel 1927-28, acquistato dalla Pro Patria. Nel 1928 passò alla Juventus.
Militò per quattordici stagioni nella squadra torinese, vincendo cinque campionati italiani – quelli del cosiddetto Quinquennio d'oro – e due Coppe Italia. Con la casacca bianconera realizzò complessivamente 17 reti in 353 partite.
Nel campionato di Serie C 1942-1943 ricoprì il doppio ruolo di giocatore e allenatore della Sanremese.

### Nazionale
Fu uno dei ventidue giocatori convocati da Vittorio Pozzo per giocare il campionato del mondo 1934. Quell'edizione, disputata in Italia, venne poi vinta proprio dagli azzurri. Nella sua carriera, comunque, Varglien giocò solo un match in nazionale, l'amichevole contro la Francia del 17 febbraio 1935 vinta 2-1.

## Statistiche

### Presenze e reti nei club
| Stagione             | Squadra              | Campionato           | Campionato | Campionato | Totale | Totale |
| Stagione             | Squadra              | Comp                 | Pres       | Reti       | Pres   | Reti   |
| -------------------- | -------------------- | -------------------- | ---------- | ---------- | ------ | ------ |
| 1920-1921            | Olympia Fiume        | ?                    | ?          | ?          | ?      | ?      |
| 1921-1922            | Olympia Fiume        | SD                   | ?          | ?          | ?      | ?      |
| 1922-1923            | Olympia Fiume        | SD                   | ?          | ?          | ?      | ?      |
| 1923-1924            | Olympia Fiume        | SD                   | ?          | ?          | ?      | ?      |
| 1924-1925            | Olympia Fiume        | SD                   | ?          | ?          | ?      | ?      |
| 1925-1926            | Olympia Fiume        | SD                   | ?          | ?          | ?      | ?      |
| Totale Olympia Fiume | Totale Olympia Fiume | Totale Olympia Fiume | ?          | ?          | ?      | ?      |
| 1926-1927            | Fiumana              | SD                   | 18         | 3          | 18     | 3      |
| 1927-gen. 1928       | Pro Patria           | DN                   | 20         | 2          | 20     | 2      |
| gen.-giu. 1928       | Juventus             | DN                   | 1          | 0          | 1      | 0      |
| 1928-1929            | Juventus             | DN                   | 29         | 1          | 29     | 1      |
| 1929-1930            | Juventus             | A                    | 33         | 4          | 33     | 4      |
| 1930-1931            | Juventus             | A                    | 33         | 0          | 33     | 0      |
| 1931-1932            | Juventus             | A                    | 32         | 4          | 32     | 4      |
| 1932-1933            | Juventus             | A                    | 33         | 3          | 33     | 3      |
| 1933-1934            | Juventus             | A                    | 30         | 1          | 30     | 1      |
| 1934-1935            | Juventus             | A                    | 28         | 0          | 28     | 0      |
| 1935-1936            | Juventus             | A                    | 29         | 2          | 29     | 2      |
| 1936-1937            | Juventus             | A                    | 20         | 0          | 20     | 0      |
| 1937-1938            | Juventus             | A                    | 27         | 0          | 27     | 0      |
| 1938-1939            | Juventus             | A                    | 26         | 0          | 26     | 0      |
| 1939-1940            | Juventus             | A                    | 22         | 1          | 22     | 1      |
| 1940-1941            | Juventus             | A                    | 7          | 0          | 7      | 0      |
| 1941-1942            | Juventus             | A                    | 6          | 1          | 6      | 1      |
| Totale Juventus      | Totale Juventus      | Totale Juventus      | 357        | 15         | 357    | 15     |
| 1942-1943            | Sanremese            | C                    | 21         | 0          | 21     | 0      |
| 1943-1944            | Triestina            | AI                   | 11         | 0          | 11     | 0      |
| Totale carriera      | Totale carriera      | Totale carriera      | 427+       | 20+        | 427+   | 20+    |

### Cronologia presenze e reti in nazionale
| Cronologia completa delle presenze e delle reti in nazionale ― Italia | Cronologia completa delle presenze e delle reti in nazionale ― Italia | Cronologia completa delle presenze e delle reti in nazionale ― Italia | Cronologia completa delle presenze e delle reti in nazionale ― Italia | Cronologia completa delle presenze e delle reti in nazionale ― Italia | Cronologia completa delle presenze e delle reti in nazionale ― Italia | Cronologia completa delle presenze e delle reti in nazionale ― Italia | Cronologia completa delle presenze e delle reti in nazionale ― Italia |
| Data                                                                  | Città                                                                 | In casa                                                               | Risultato                                                             | Ospiti                                                                | Competizione                                                          | Reti                                                                  | Note                                                                  |
| --------------------------------------------------------------------- | --------------------------------------------------------------------- | --------------------------------------------------------------------- | --------------------------------------------------------------------- | --------------------------------------------------------------------- | --------------------------------------------------------------------- | --------------------------------------------------------------------- | --------------------------------------------------------------------- |
| 17-2-1935                                                             | Roma                                                                  | Italia                                                                | 2 – 1                                                                 | Francia                                                               | Amichevole                                                            | -                                                                     |                                                                       |
| Totale                                                                |                                                                       | Presenze                                                              | 1                                                                     |                                                                       | Reti                                                                  | 0                                                                     |                                                                       |

### Record

#### Juventus
- Primatista di presenze in Coppa dell'Europa Centrale (32).[5]

## Palmarès

### Giocatore

#### Club
- Campionato italiano: 5

Juventus: 1930-1931, 1931-1932, 1932-1933, 1933-1934, 1934-1935
- Coppa Italia: 2

Juventus: 1937-1938, 1941-1942

##### Nazionale
- Campionato mondiale: 1

Italia 1934

### Allenatore
- Campionato italiano di Serie B: 1

Como: 1948-1949